# Św. Jakub z Marchii (obraz Carla Crivellego)
Św. Jakub z Marchii (wł. San Giacomo della Marca) – obraz temperowy włoskiego malarza renesansowego Carla Crivellego z 1476 roku.

## Historia
Obraz został podpisany przez artystę. W dolnej części dzieła znajduje się inskrypcja: OPVS CAROLI CRIVELLI VENETI 1477. Dzieło pochodzi z Kościoła Zwiastowania NMP w Ascoli Piceno, gdzie był przechowywany do 1825. Następnie znalazł się w zbiorach francuskiego kard. Józefa Fescha, gdzie widział go w 1834 włoski historyk sztuki Amico Ricci Petrocchini. W 1862 obraz wszedł do kolekcji Luwru.

## Opis i styl
To jedno z pierwszych przedstawień Jakuba z Marchii, który zmarł rok przed powstaniem obrazu. Malując zakonnika artysta oparł się na przedstawieniach św. Bernardyna ze Sieny, duchowego mistrza Jakuba.
Święty franciszkanin został przedstawiony w całej postaci, stojąc na marmurowym stopniu, na którym klęczą dwaj miniaturowi czciciele. Za postacią świętego zwisa dekoracyjne płótno, u zwieńczenia którego znajdują się owoce. Schemat takiego przedstawienia był często wykorzystywany przez malarza, np. w obrazie Św. Maria Magdalena. W tym sposobie twórca łączy elementy znane z dzieł: prymitywistów niderlandzkich, renesansowych szkół weneckiej i padewskiej.
Święty trzymając księgę, wskazuje na Chrystogram. To element znany z przedstawień św. Bernardyna. Habit wskazuje na zakon franciszkański, zarówno Bernardyn jak i Jakub należeli do nurtu obserwanckiego w Zakonie Braci Mniejszych. Trzymany kij  jest nawiązaniem do licznych podróży, które odbywał święty. U paska wokół bioder wisi pudełko w kształcie odwróconej gruszki, to futerał na binokle używane przez św. Jakuba.
Podpis autora umieszczony u dołu dzieła świadczy o tym, iż obraz nie stanowił części żadnego większego dzieła, tzn. np. tryptyku. Jak w innych obrazach z tego okresu twórczości Carla Crivellego, dzieło jest niezwykłą kombinacją wystawnego dekoratywizmu, związanego jeszcze ze sztuką gotycko-bizantyjską, ekspresywności statycznej jak u Donatella, elegancji późnogotyckiej z eksperymentami perspektywicznymi szkoły padewskiej, jak u Mantegna, o czym świadczy stopa świętego, jakby wysunięta w kierunku oglądającego.